# Damo Suzuki
Damo Suzuki, (Kóbe, (régebbi nevén: Mukó), Japán, 1950. január 16. – Köln, (Cologne), Németország, 2024. február 9.) japán zenész, énekes. Suzuki az 1960-as évek végén Európába, Münchenbe költözött. 1973-ban egy időre felhagyott a zenével, és Jehova Tanúja lett. Miután kilépett ebből a szervezetből, az 1980-as évek közepén visszatért a zenéhez, és széles körben turnézni kezdett. A következő évtizedekben a Suzuki számos albumot rögzített különböző álnevekkel, amelyeket később „Damo Suzuki's Network” néven szedett össze.

## Pályafutása
1970 és 1973 között a Can német experimentalis rock/krautrock együttes énekese volt. A Can-tagok Münchenben fedezték fel utcazenészként, és spontán felvették. Még aznap este fellépett először a zenekarral. Négy évig a Can tagja maradt, és felvette többek között a "Tago Mago" című albumot, amelyet a zenekar munkássága csúcspontjának tartanak. Távozása után 1974-ben eltűnt a helyszínről. Megnősült és gyerekei születtek, de a házasság később válással végződött.
1983-ban újra megjelent a nyilvánosság előtt, és különböző zenekarokkal játszott, mielőtt megalapította a Damo Suzuki Bandet. 1990-től a zenekar neve „Damo Suzuki & Friends”, végül „Damo Suzuki's Network” lett. 1997-ben megalapította saját kiadóját, a Damo's Network-t.
Suzuki 33 évesen vastagbélrákban szenvedett. 2014-ben ez a betegség visszatért és végzett vele. Bad Honnefben temették el.

## Albumok
- Can Soundtracks (1970)
- Can Tago Mago (1971)
- Can Ege Bamyasi (1972)
- Can Future Days 1973
- Can Unlimited Edition (1976)
- Dunkelziffer In The Night (1984)
- Dunkelziffer III 1986
- Dunkelziffer Live 1985 1997
- Damo Suzuki's Network Tokyo On Air West (1997)
- Damo Suzuki's Network Osaka Muse Hall (1997)
- Damo Suzuki Band V.E.R.N.I.S.S.A.G.E. (1998)
- Damo Suzuki Band P.R.O.M.I.S.E. (7CD Box) (1998)
- Damo Suzuki's Network Seattle (1999)
- Damo Suzuki's Network Odyssey (2000)
- Damo Suzuki's Network JPN ULTD Vol.1 (2000)
- Damo Suzuki's Network Metaphysical Transfer (2001)
- Damo Suzuki's Network JPN ULTD Vol.2 (2002)
- Cul de Sac / Damo Suzuki Abhayamudra (2004)
- Sixtoo Chewing On Glass and Other Miracle Cures (2004)
- Damo Suzuki's Network Hollyaris (2005, 2CD)
- Damo Suzuki's Network 3 Dead People After The Performance (2005)
- Damo Now The London Evening News (2006) (CD)
- Damo Suzuki's network  Tutti i colori del silenzio  (2006, CD)
- Omar Rodriguez-Lopez & Damo Suzuki Please Heat This Eventually (2007)
- Audioscope Music For A Good Home (2010, CD)
- Damo Suzuki & The Holy Soul Dead Man Has No 2nd Chance (2010, CD)